# Бернхард II Младший (маркграф Северной марки)
Бернхард II Младший (умер в 1044/1051) — маркграф Северной марки и граф Хальденслебена, сын маркграфа Северной марки Бернхарда I (ум. 1018/1036).

## Биография
Бернхард наследовал Северную марку после отца между 1018 и 1036 годами.
Согласно «Хронике герцогов Брауншвейгских» Бернхард I и Бернхард II основали монастырь Луттер. Очевидно, Бернхард-сын заканчивал строительство, начатое отцом. Основание монастыря произошло в период между 1015 и 1036 годами. В 1135 году потомок Бернхарда император Лотарь II превратил его в бенедиктинский монастырь и заложил Кёнигслуттерский собор.
Кроме этого о его правлении известно мало. Возможно, что ему адресовано (среди адресатов также были саксонский герцог Бернхард и граф Зигфрид фон Штаде) письмо императора Конрада II, датируемое временем около 1028 года. Вплоть до 1044 года Бернхард упоминается в императорских грамотах.
Среди историков существует мнение, что Бернхард, упомянутый в 1044, и Бернхард I — это одно лицо, то есть был только один маркграф Бернхард.
В 1051 году маркграфом был уже сын Бернхарда Вильгельм.

## Брак и дети
Бернхард II был женат дважды. Имя и происхождение первой жены неизвестно. Дети от первой жены:
- Вильгельм (ум. 10 сентября 1056), маркграф Северной марки,
- Конрад, граф Хальденслебена, вероятно, скончался ранее старшего брата. Имел дочь Гизелу (Гедвигу), вышедшую замуж за Фридриха фон Формбах. Её внуком был император Лотарь II.
- Ода, вышла замуж за Христиана из рода кверфуртских графов, племянника святого Бруно Кверфуртского.

Вторым браком в 1030-х годах Бернхард II женился на славянке «из Руси». Ламперт Херсфельдский упоминает об этом браке как неравном, но это может быть вольностью хрониста. По предположению Н. А. Баумгартена, женой Бернхарда II была дочь киевского князя Владимира Святославича от последнего брака, но это могла быть и дочь Ярослава Мудрого. От второго брака у Бернхарда был сын:
- Оттон (ок. 1040 — ум. 26 июня 1057), претендент на Северную марку и родовые владения, а также на королевский трон. Убит сторонниками юного императора Генриха IV.

Согласно Саксонскому анналисту, сыновья Бернхарда Вильгельм и Оттон были близкими родственниками Вильгельма и Оттона Веймарских, однако природа этого родства не указана.